# NGC 1091
NGC 1091 este o galaxie spirală situată în constelația Eridanul. A fost descoperită în 17 octombrie 1885 de către Francis Leavenworth. Se află la o distanță de 104,71 megaparseci de Pământ.